# Razvojna Liga Američkog Fudbala Bosne i Hercegovine 2018
La Razvojna Liga Američkog Fudbala Bosne i Hercegovine 2018 è stata la prima edizione dell'omonimo torneo di football americano organizzato dalla AFBiH.
Ha avuto inizio il 28 gennaio e si è conclusa il 2 giugno con la finale di Tuzla vinta per 36-28 dai Tuzla Saltminers sui Sarajevo Spartans.
Il torneo è stato disputato a 7 giocatori.

## Squadre partecipanti
| Club              | Città     | Stadio | Sponsor ufficiale |
| ----------------- | --------- | ------ | ----------------- |
| Lavovi Bijeljina  | Bijeljina |        |                   |
| Sarajevo Spartans | Sarajevo  |        |                   |
| Tuzla Saltminers  | Tuzla     |        |                   |

## Stagione regolare

### Calendario

#### 1ª giornata - Ice Bowl
| Sarajevo 28 gennaio 2018 | Tuzla Saltminers | 28 – 22 referto | Lavovi Bijeljina | Stadio Asim Ferhatović Hase |

| Sarajevo 28 gennaio 2018 | Sarajevo Spartans | 42 – 22 referto | Tuzla Saltminers | Stadio Asim Ferhatović Hase |

#### 2ª giornata - White Bowl
| Dvorovi 25 febbraio 2018 | Lavovi Bijeljina | 8 – 6 | Sarajevo Spartans | Sportski Centar Savo Milošević |

| Dvorovi 25 febbraio 2018 | Sarajevo Spartans | 16 – 8 | Tuzla Saltminers | Sportski Centar Savo Milošević |

### Classifica
La classifica della regular season è la seguente:
- PCT = percentuale di vittorie, G = partite giocate, V = partite vinte, P = partite perse, PF = punti fatti, PS = punti subiti

| Pos. | Squadra           | PCT  | G | V | P | PF | PS |
| ---- | ----------------- | ---- | - | - | - | -- | -- |
| 1    | Sarajevo Spartans | .667 | 3 | 2 | 1 | 64 | 38 |
| 2    | Tuzla Saltminers  | .333 | 3 | 1 | 2 | 58 | 80 |
| 3    | Lavovi Bijeljina  | .500 | 2 | 1 | 1 | 30 | 34 |

## Finale I - Salt Bowl
| Tuzla 2018, ore 16:30 | Tuzla Saltminers | 36 – 28 | Sarajevo Spartans | Tušanj City Stadium |

## Verdetti
- Tuzla Saltminers Campioni della Razvojna Liga Američkog Fudbala Bosne i Hercegovine 2018